# Phong trào quyền khuyết tật

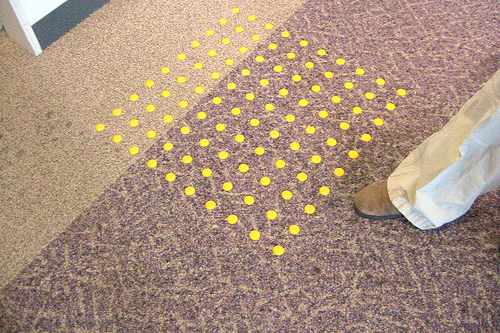
Điểm đánh dấu sàn cho người khuyết tật ở sân bay Narita, Nhật Bản

Phong trào quyền khuyết tật là một phong trào xã hội mới trên toàn cầu  nhằm bảo đảm các cơ hội bình đẳng và quyền bình đẳng cho tất cả những người khuyết tật.
Nó được tạo thành từ các tổ chức của các nhà hoạt động khuyết tật trên khắp thế giới cùng phối hợp làm việc với các mục tiêu và nhu cầu tương tự, như khả năng tiếp cận và an toàn trong kiến trúc, giao thông và môi trường vật lý; cơ hội bình đẳng trong cuộc sống độc lập, công bằng việc làm, giáo dục và nhà ở; và tự do khỏi sự phân biệt đối xử, lạm dụng, bỏ bê và khỏi các vi phạm quyền khác. Các nhà hoạt động cho người khuyết tật đang làm việc để phá vỡ các rào cản về thể chế, thể chất và xã hội ngăn người khuyết tật sống cuộc sống của họ như những công dân khác.

## Rào cản khuyết tật
Mô hình xã hội về khuyết tật cho thấy khuyết tật là do cách tổ chức xã hội, chứ không phải do suy yếu của một người. Mô hình này cho thấy các rào cản trong xã hội được tạo ra bởi chủ nghĩa khả năng. Khi các rào cản được gỡ bỏ, người khuyết tật có thể độc lập và bình đẳng trong xã hội.

## Các vấn đề

### Người khuyết tật
Truy cập vào các khu vực công cộng như đường phố thành phố, các tòa nhà công cộng và phòng vệ sinh là một số thay đổi rõ ràng hơn được mang lại trong những thập kỷ gần đây để loại bỏ các rào cản vật lý. Một sự thay đổi đáng chú ý ở một số nơi trên thế giới là việc lắp đặt thang máy, cửa tự động, cửa rộng và hành lang, quá cảnh thang máy, dốc xe lăn, cắt giảm lề đường, và việc loại bỏ các bước không cần thiết nơi dốc và thang máy không có sẵn, cho phép mọi người trong xe lăn và với các khuyết tật di chuyển khác để sử dụng vỉa hè công cộng và giao thông công cộng dễ dàng và an toàn hơn.

#### Người khiếm thị

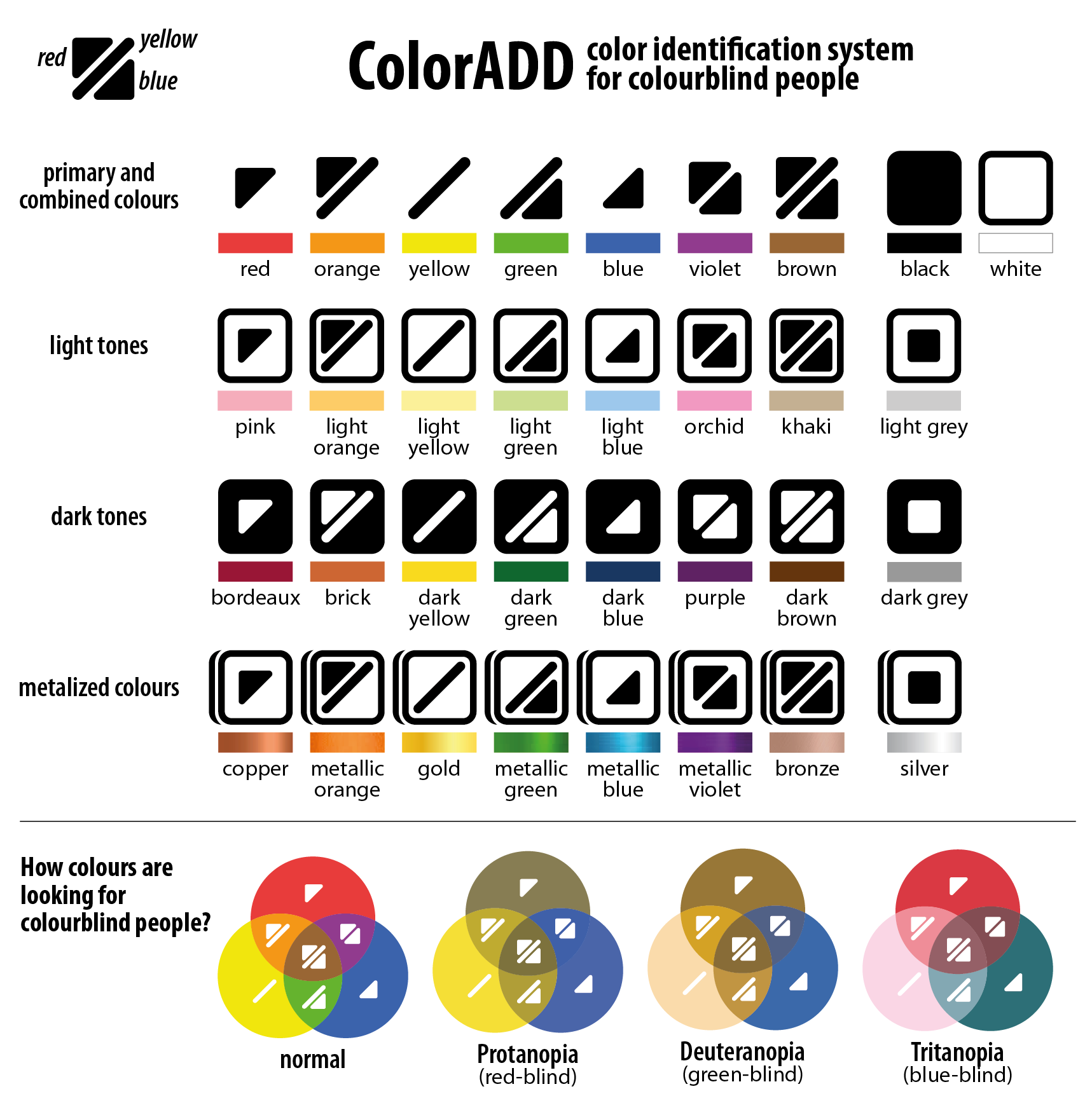
Dấu hiệu mã cho người bị rối loạn sắc giác

Những người bị rối loạn sắc giác (CVD) thường xuyên đối phó với sự phân biệt ngầm do không có khả năng phân biệt các màu nhất định. Một hệ thống các dấu hiệu mã hình học được gọi là Coloradd được phát triển bởi Giáo sư Miguel Neiva của Đại học Minho, Bồ Đào Nha vào năm 2010 để chỉ ra màu sắc cho những người gặp khó khăn trong việc phân biệt chúng. Nó đã được nhiều doanh nghiệp áp dụng nhanh chóng để tăng doanh số.